# Marga Koske
Marga Koske (* 30. Mai 1912 als Marga Grund; † 21. Juni 1997 in Soest) hat sich durch zahlreiche Veröffentlichungen zur Geschichte der Stadt Soest und ihres Umlandes verdient gemacht.

## Leben
Marga Koske arbeitete nach ihrem Lehramtsstudium an der Pädagogischen Akademie Dortmund von 1935 bis 1945 als Lehrerin in Ostpreußen, zuletzt in Elbing. Als Kriegerwitwe kam sie 1948 nach  Flucht und Vertreibung über Lengerich (Westfalen) nach Soest. Ab 1951 war sie Lehrerin in Ampen, dann in Soest an der Thomäschule und der Johannesschule, zuletzt als Konrektorin.
Besonders hervorzuheben ist ihre 1960 erschienene Publikation des Bördekatasters von 1685, eine herausragende Quelle zur Soester Börde und ihren Ortschaften. Bis zu ihrem Lebensende veröffentlichte sie zahlreiche Beiträge zu den Dörfern der Soester Börde sowie zur Stadt Soest, insbesondere zu den Soester Klöstern.
Am 29. November 1989 erhielt Marga Koske das Bundesverdienstkreuz am Bande.

## Veröffentlichungen
- Ampen. Anmerkungen zu seiner Siedlungsgeschichte. In: Soester Zeitschrift des Vereins für die Geschichte von Soest und der Börde, Jg. 95 (1983), S. 39–47.
- Das Bördekataster von 1685. Soest 1960 (Soester Beiträge 18).
- Der Hinderking. Beispiel für eine Neubruchsiedlung im Weichbild der Stadt Soest. In: Soester Zeitschrift des Vereins für die Geschichte von Soest und der Börde, Jg. 107 (1995), S. 39–50.
- Die Soester Wälle, einst Befestigungsanlagen. Ursprung, Ausbau, Tore und Kattentürme im Laufe der Jahrhunderte. In: Heimatkalender des Kreises Soest 1977. S. 49–54.
- Geschichte der eingemeindeten Soester Stadtteile. In: Soester Zeitschrift des Vereins für die Geschichte von Soest und der Börde, Jg. 112 (2000), S. 23–78.
- Geschichte der Stadtsparkasse. Soest 1959 (Soester wissenschaftliche Beiträge 19).
- Meiningsen: Ein Beitrag zur Siedlungsgeschichte der Soester Börde. In: Soester Zeitschrift des Vereins für die Geschichte von Soest und der Börde. Heft 79 (1966), S. 5–19.
- Soest – Dominikaner. In: Karl Hengst (Hg.): Westfälisches Klosterbuch, Teil 2: Münster – Zwillbrock. Aschendorff, Münster 1994, S. 360–365.
- Soest – Minoriten. In: Karl Hengst (Hg.): Westfälisches Klosterbuch, Teil 2: Münster – Zwillbrock. Aschendorff, Münster 1994, S. 366–370.
- Zur Geschichte des ehemaligen Klosters/Stifts Paradiese. In: Soester Zeitschrift des Vereins für die Geschichte von Soest und der Börde, Jg. 101 (1989), S. 127–168.